# 本體
本體（發音： /ˈnuːmɛˌnɒn/），哲學名詞，意指不必用感官去知識到的物體或事件。它與現象是兩個相對的名詞，是形而上學中重要的議題。研究本體的學問，稱為本體論。康德稱本體為物自身（德語： das Ding an sich，又譯為物自體）。

## 字源
本體（Noumenon）來自於希臘語：，它的複數形是希臘語：，字面意思為「在思想中的某事物」、「思想所對應的對象」。它是希臘語：（noein）的現在分詞，原義是「我思、我想」。英語中的智性（nous），也是來自於這個希臘文字根。
在柏拉圖主義中，本體的領域，在於理型的世界。

## 外部連結
- The surd of metaphysics; an inquiry into the question: Are there things-in-themselves? (1903) Paul Carus, 1852–1919 Retrieved May 18, 2012
- Stanford Encyclopedia of Philosophy on Kant's metaphysics （页面存档备份，存于）.
- Glossary of Kant's technical terms （页面存档备份，存于） by Stephen Palmquist
- Article from undergraduate journal Noesis （页面存档备份，存于）
- Lecture notes by G.J Mattey
- Kant's System of Perspectives （页面存档备份，存于） (Lanham: University Press of America, 1993) by Stephen Palmquist